# Ет-Тариф

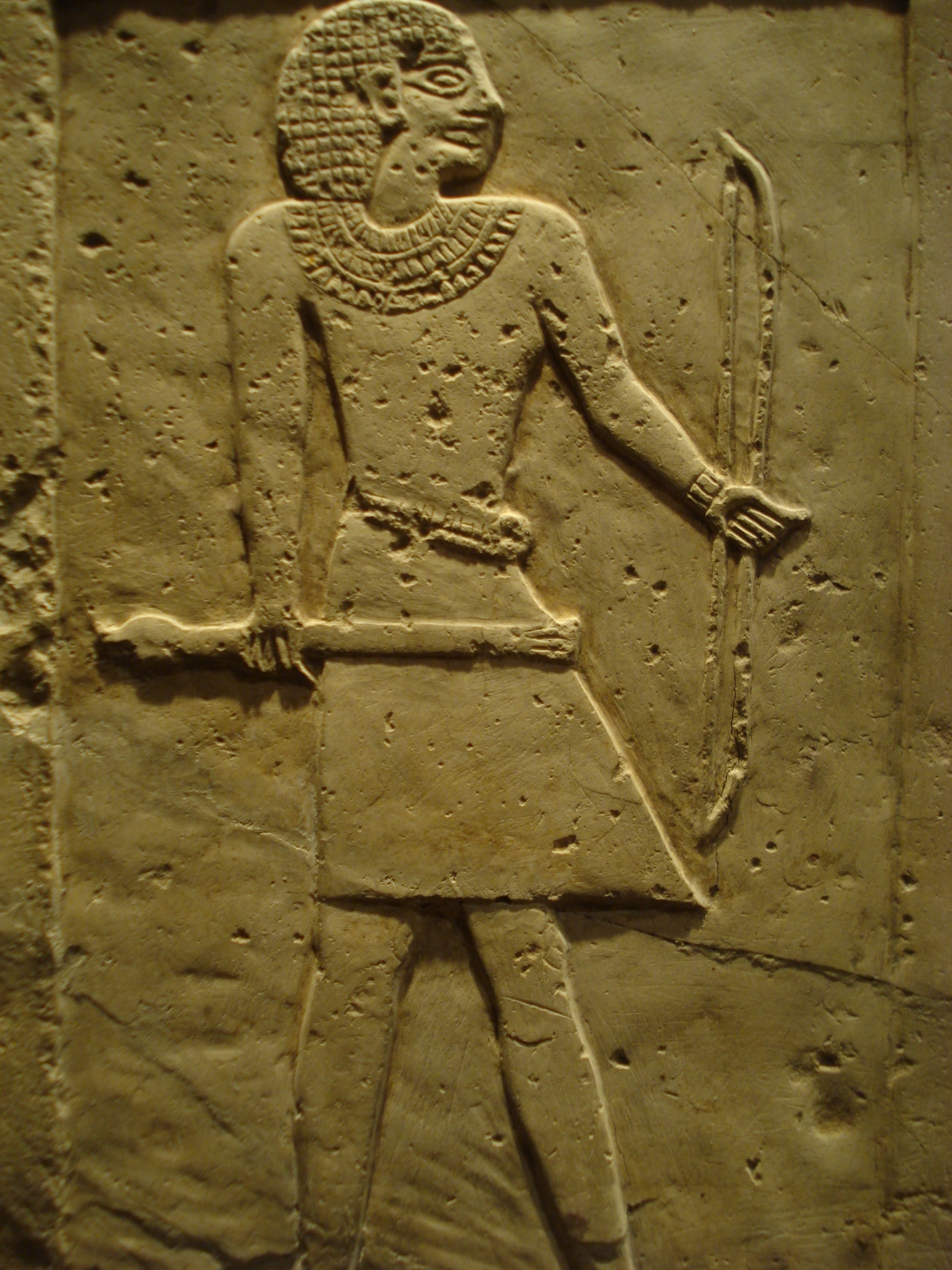
Стела з лучником. Ет-Тариф. XI династія

Ет-Тариф (араб. إلطارف — «кінець») — некрополь, розташований на західному березі Нілу в Фівах. Це найпівнічніший некрополь серед поховань Долини знаті, і містить здебільшого усипальниці часів Першого, Другого перехідних періодів і початку Середнього Царства. Простягається на краю пустелі в довжину приблизно на 1 200 метрів і на 500—600 метрів у ширину.
Некрополь відноситься до часу правління перших фараонів Фів з XI династії.
Некрополь складається з вкопаних у ґрунт гробниць скельного типу. Перед гробницями виритий поглиблений у землю на 3-4 метра переддвір'я, таким чином задня стіна двору утворювала передню сторону ряду гробниць, виритих всередині пагорба. Арабська назва подібних гробниць «Саффі», що означає «ряд». Вхідні отвори в стіні вели у внутрішні приміщення гробниць, які здавалися обрамленими з передньої сторони колонами, які утворюють відкриту галерею. Внутрішні приміщення малі і дуже скромно прикрашені.
Найбільші та найкраще збереглися гробниці, належали фараонам XI династії Ініотефу I, Ініотефу II і Ініотефу III. У пагорбах навколо гробниць фараонів розташовувалися гробниці їх придворних сановників.